# Палаты Милославских — Меллеров
Палаты Милосла́вских — Ме́ллеров — историческое здание XVII века в Москве, в Армянском переулке (дом 2, строение 2, северная часть). Объект культурного наследия федерального значения. Позднее — часть комплекса Лазаревского института, сейчас — посольства Армении в России.

## История
Здание построено в конце XVII века. По документам на 1722 год, палаты принадлежали боярину И. С. Милославскому, поблизости располагались и другие владения Милославских. В 1730 году куплены промышленником, владельцем железодеятельных заводов В. В. Меллером. Неоднократно меняли владельцев (в 1770—1790-х гг. — князья Несвицкие, в начале XIX века — Салтыковы) и в 1826 или 1828 году выкуплены армянским семейством Лазаревых и присоединены к комплексу Лазаревского института. В здании разместилась армянская типография (известно также наименование Большой типографский корпус). В 1850 году по проекту П. А. Григорьева здание переоформлено в стиле ампира, позднее пристройкой оно соединено с основным зданием Лазаревского института. При реставрации 1980-х гг. облик северного, западного и южного фасадов был восстановлен.

## Архитектура

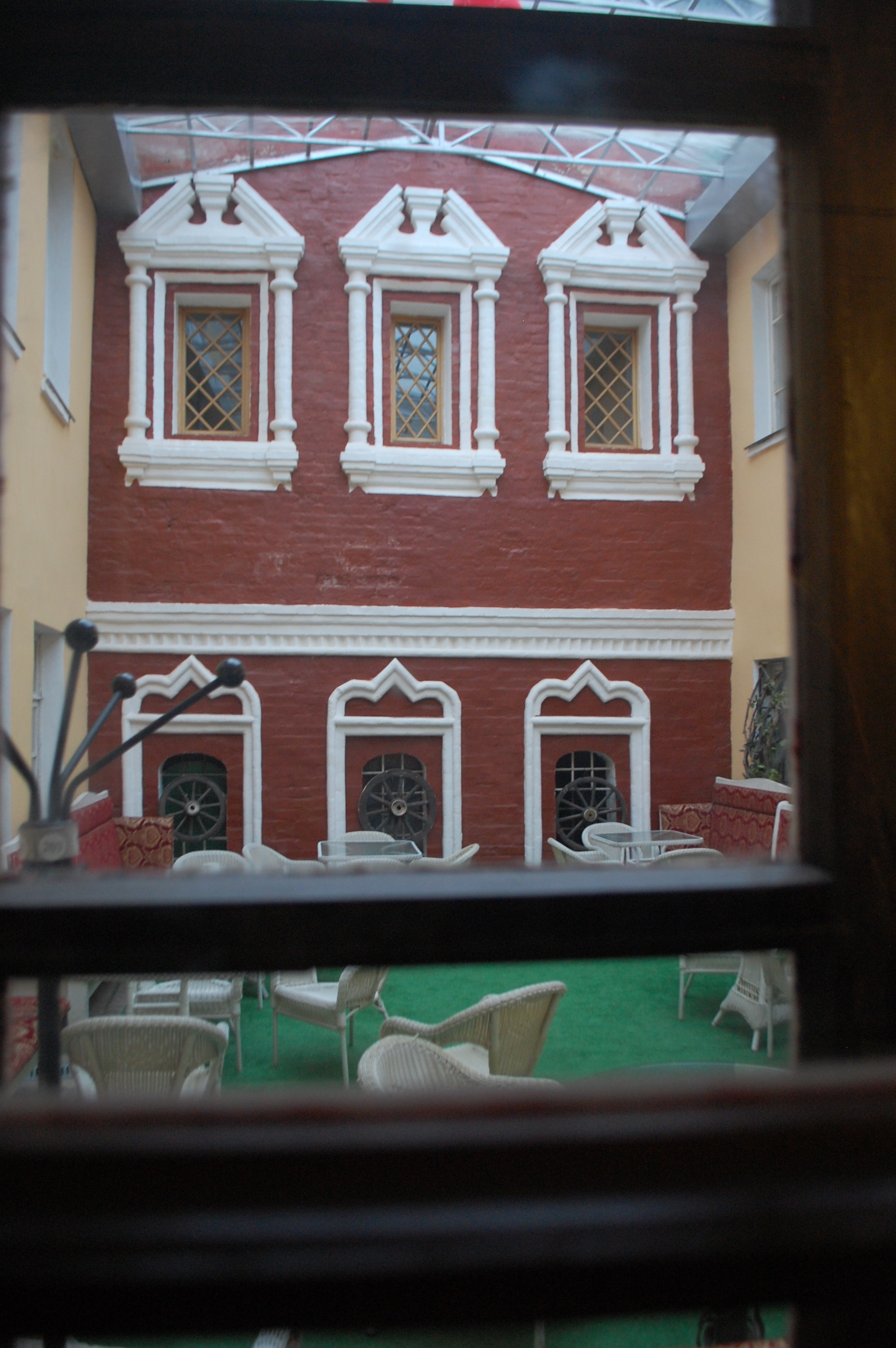
Вид южного фасада через внутренний дворик посольства Армении

Двухэтажные палаты в плане имеют слабо выраженную Г-образную форму. Первоначально въезд в усадьбу был с Кривоколенного переулка, главный фасад палат — северный, обращённый к этому переулку, а в Армянский переулок обращён боковой фасад. Палаты богато декорированы: в верхнем этаже оконные наличники колончатые, с разорванными фронтонами, в ряде случаев сдвоенные и строенные, а в нижнем этаже — с килевидными завершениями. Здание опоясывает междуэтажная тяга и завершает карниз. Углы и места примыкания внутренних стен обозначены лопатками, а во втором этаже главного фасада — пучками колонн. На главном фасаде в уровне второго, парадного, этажа сохранилась лоджия с аркой, декорированная поребриком, ранее бывшая частью красного крыльца. Под лоджией сохранился вход в подклет с киотом над ним.
Внутренняя планировка в основном сохранилась. Помещения нижнего этажа сохранили сомкнутые своды (в одном из помещений цилиндрический свод). В верхнем же этаже своды утрачены. В юго-западной части здания под тремя помещениями имеются сводчатые подвалы. Палаты являются одним из крупнейших сохранившихся в Москве жилых зданий XVII века. Стилистически они близки к палатам Троекуровых и палатам Сверчковых.